# إيتالو رافائيل إلوي سانتوس
إيتالو رافائيل إلوي سانتوس (بالبرتغالية: Ítalo Raphael Eloi Santos‏) المعروف باسم إيتالو (مواليد 27 سبتمبر 1984 في كامبينا غراندي، البرازيل) هو لاعب كرة قدم برازيلي سابق كان يجيد اللعب في مركز المهاجم.